# (523748) 2014 UP224
(523748) 2014 UP224 est un objet transneptunien d'environ 260 km, de la famille des cubewanos et une planète naine potentielle.